# Lathyrus quinquenervius
Lathyrus quinquenervius är en ärtväxtart som först beskrevs av Friedrich Anton Wilhelm Miquel, och fick sitt nu gällande namn av Dmitrij Litvinov. Lathyrus quinquenervius ingår i släktet vialer, och familjen ärtväxter. Inga underarter finns listade i Catalogue of Life.